# Manuel Marulanda Vélez (sindicalista)
No confundir con Manuel Marulanda Vélez (guerrillero)
Manuel Marulanda Vélez (La Ceja, 1900 - Bogotá, 25 de enero de 1951) Fue un sindicalista colombiano y cofundador del Partido Comunista Colombiano.

## Biografía
Nació en La Ceja (Antioquia), trabajo como albañil y se unió al Partido Socialista Revolucionario. Participó en la creación del Partido Comunista Colombiano en 1930 junto a María Cano, Leonidas Paeces,  José Dolores Montoya, Gerardo Escobar, Ernesto Vásquez y Román Blanco. 
En su primera acción política se manifestó en conmemoración de la Masacre de Las Bananeras en 1928. Participó desde entonces como orador. El 20 de enero de 1932 Paeces y Marulanda lideraron una marcha del hambre, fueron detenidos pero las protestas lograron su libertad y el concejo municipal de Medellín decretó alivios para los desempleados y la reducción de precios de los alimentos.
En 1933, se afilió al Sindicato Unificado de Trabajadores de la Construcción en Bogotá y pronto se convirtió en secretario general del mismo. Participó en la fundación de la Federación del Trabajo de Cundinamarca, y fue designado como su secretario general, cargo que ejerció durante 15 años, hasta su muerte.
Lidero la huelga del Ferrocarril de Antioquia de mayo-junio de 1934, en ese mismo asumió una curul en el Concejo de Medellín.
Para 1943 fue electo a la Asamblea de Cundinamarca, donde compartió asiento con Rafael Baquero, Álvaro Sanclemente y Víctor J. Merchán.

## Muerte
En 1950, fue detenido junto a otros 27 miembros del Partido Comunista por el Servicio de Inteligencia Colombiano (SIC), cuando protestaban por la participación del Batallón Colombia en la guerra de Corea, enviado por el gobierno de Laureano Gómez. Fue torturado en los calabozos del SIC, en la Calle del Sol, en el barrio La Candelaria de Bogotá, y liberado con graves heridas en 1951, las cuales le ocasionaron la muerte en un cuarto de San Victorino (Bogotá).

## Homenajes
Pedro Antonio Marín Tirofijo, miembro de las guerrillas liberales, posterior de las guerrillas comunistas, cofundador y Comandante de las Fuerzas Armadas Revolucionarias de Colombia - Ejército del Pueblo (FARC-EP) tomo su nombre como seudónimo hasta su muerte.